# Винке, Свен
Свен Йо́хан Ви́нке (нидерл. Swen Johan Vincke; род. 30 мая 1972 года, Брюгге, Бельгия) — бельгийский геймдизайнер, программист и креативный директор. Является основателем и генеральным директором компании Larian Studios, в которой руководит разработкой и издательством компьютерных игр, в частности игр серии Divinity и Baldur’s Gate 3.

## Биография
Свен Винке родился 30 мая 1972 года в Брюгге, Бельгия, в семье Роберта Винке и Жозиан Годерис. Вырос в Де-Панне, где его родители управляли собственным рестораном. Есть старшая сестра Одри. С раннего возраста увлекался программированием, аркадными и компьютерными играми, а также баскетболом. В частности, на него оказали большое влияние настольная ролевая игра Dungeons & Dragons и проекты серии Ultima, вдохновив на создание собственных игр в будущем. Свою первую игру, которой был симулятор охоты, Винке сделал ещё в школе для своего отца. Впоследствии окончил Гентский университет с дипломом в области информатики. После обучения он планировал заниматься распознаванием речи, но принял решение посвятить себя видеоиграм, когда увидел, какой успех разработанные им игры имели у его друзей.

## Карьера
В 1996 году Свен Винке основал собственную компанию по разработке компьютерных игр Larian Studios. Имена Lar и Larian он выбрал в честь своей любимой собаки по кличке Пилар. Занимая пост генерального и креативного директора, Винке играет центральную роль в работе студии и является ведущим разработчиком всех её проектов. Он был руководителем и ведущим программистом первой выпущенной игры Larian — стратегии The L.E.D. Wars (1997), за которой последовали первые две части в серии ролевых игр Divinity: удостоенная наград Divine Divinity (2002) и её сиквел Beyond Divinity (2004).
Винке также был ответственным за создание развивающей компьютерной игры KetnetKick (2004), разработанной для детского телеканала Ketnet во Фландрии. Эта игра была позднее адаптирована под иными названиями для детских каналов других стран, таких как британский CBBC (Adventure Rock), французский Jeunesse TV (GulliLand) и норвежский NRK (Superia). После этого он руководил разработкой серии новых развивающих игр Monkey Labs (2009) и Monkey Tales (2011).
В 2009 году Винке выступил геймдиректором, дизайнером и сценаристом Divinity II, которая была окончательно переиздана в 2012 году. Примерно в это же время он пришёл к решению, что Larian сама будет заниматься издательством своих игр. Затем он возглавил производство спин-оффа Divinity: Dragon Commander, чей выход состоялся в 2013 году.
Одновременно с этим Винке работал над четвёртой частью в главной серии Divinity под названием Divinity: Original Sin, которая вышла в 2014 году. Игра оказалась коммерческим успехом и была высоко оценена критиками. Впоследствии он руководил созданием её сиквела Divinity: Original Sin II, выпущенного в 2017 году, который был назван одной из лучших ролевых игр в истории.
После этого Винке занимался разработкой Baldur’s Gate 3 в качестве креативного директора. Игра была выпущена в августе 2023 года и удостоилась всеобщего признания, выиграв ряд наград в категории «Игра года».
В 2020 году стал первым обладателем премии Belgian Lifetime Achievement Award за свои достижения и влияние на игровую индустрию. В 2023 году Винке вошёл в рейтинг 500 самых влиятельных личностей в мировой сфере развлечений по версии издания Variety.

## Личная жизнь
Винке проживает в Генте и состоит в браке с биохимиком Валери Коэсанс, с которой он вместе с 17 лет. У них четверо детей: Александра, Лара, Маттис и Ларс.
Помимо родного нидерландского, он свободно говорит на французском и английском языке.

## Игры
| Год  | Название                         | Роль                                                                                       |
| ---- | -------------------------------- | ------------------------------------------------------------------------------------------ |
| 1997 | The L.E.D. Wars                  | Руководитель проекта, программирование, видеопроизводство, озвучка, редактирование уровней |
| 2002 | Divine Divinity                  | Руководитель проекта, ведущий программист, программирование движка                         |
| 2004 | Beyond Divinity                  | Руководитель проекта, ведущий программист                                                  |
| 2004 | KetnetKick                       | Руководитель игры                                                                          |
| 2009 | Divinity II: Ego Draconis        | Директор, дизайн, дополнительное программирование, написание сценария                      |
| 2010 | Divinity II: Flames of Vengeance | Директор, дизайн, дополнительное программирование, написание сценария                      |
| 2013 | Divinity: Dragon Commander       | Директор, дизайн, написание сценария                                                       |
| 2014 | Divinity: Original Sin           | Директор, дизайн, сюжет                                                                    |
| 2017 | Divinity: Original Sin II        | Директор                                                                                   |
| 2023 | Baldur’s Gate 3                  | Директор                                                                                   |